# NGC 5722
NGC 5722 este o galaxie seyfert de tip 2⁠(d) situată în constelația Boarul. A fost descoperită în 26 aprilie 1830 de către John Herschel.